# قرنقو
قرنقو (بالفارسية: قرنقو) هي قرية تقع في قسم ببه‌جيك (مقاطعة تشالدران) في إيران. يقدر عدد سكانها بـ 473 نسمة بحسب إحصاء 2016.